# Panasonic Lumix DMC-FZ50
Panasonic Lumix DMC-FZ50 — псевдозеркальный цифровой фотоаппарат-ультразум компании Panasonic, поступивший в продажу в 2006 году. Фотоаппарат выпускался в двух вариантах корпуса: чёрном и серебристом.
Аппарат заменил на рынке модель Panasonic Lumix DMC-FZ30. Основные отличия от предшественника:
- увеличено разрешение с 8 до 10 мегапикселей;
- применен новый процессор обработки изображения;
- горячий башмак получил поддержку TTL вспышек;
- используется другой ЖКИ-экран.
- появилась кнопка OK в середине окружности из 4 навигационных кнопок

## Описание
DMC-FZ50 относится к псевдозеркальным ультразумам и оснащен цифровой матрицей 1/1.8" ПЗС с максимальным разрешением 10.1 мегапиксель (разрешение снимка 3648×2736 пикселей). Для обработки изображения используется процессор Venus Engine III.
В качестве видоискателя возможно использовать LCD-дисплей (2 дюйма, 207 000 пикселей) или электронный видоискатель (235 000 пикселей).
DMC-FZ50 оснащен несъёмным объективом Leica DC с оптическим стабилизатором (OIS). Эквивалентное фокусное расстояние 12-кратного зум-объектива составляет 35-420 мм. Возможные значения диафрагмы объектива — f/2.8 — f/11 (f/3.7 — f/11 при наибольшем фокусном расстоянии).
Камера имеет макрорежим, позволяющий фокусироваться на объекте, находящимся на удалении не менее, чем 5 см от объектива.
Камера поддерживает сохранение фотографий в формат Raw, совместимый с Adobe Camera Raw и другими программами. Запись файла RAW на быструю карту памяти SD занимает примерно 3 секунды, что является одним из лучших показателей среди незеркальных камер, однако буфер кадров, характерный для зеркальных аппаратов, в FZ50 отсутствует. Запись в формат TIFF, в отличие от предыдущих моделей, не поддерживается. Поддерживается запись видео формата MJPEG (30 кадров в секунду, разрешение до 848×480).
Аппарат имеет многие функции характерные для зеркальных камер — два управляющих колёсика, позволяющих оперативно менять параметры съемки, ручное механическое зуммирование, ручной фокус, горячий башмак для TTL-вспышек. По физическим размерам и весу он также сопоставим с зеркальными камерами.

## Аксессуары
Производитель предусмотрел также возможность использования:
- Телеконверсионной насадки на объектив DMW-LT55 (максимальное эквивалентное фокусное расстояние — 714 мм, кратность — 1,7)
- Широкоугольной насадки DMW-LW55 (минимальное эквивалентное фокусное расстояние — 24,5 мм, кратность — 0,7)
- Макронасадки DMW-LC55
- Внешних вспышек: DMW FL-28, DMW FL-360 и DMW FL-500
- Фильтра DMW-LMC55 (защитный, многослойный, диаметр резьбы 55 мм)
- Фильтра DMW-LND55 (нейтральный серый, 3 ступени, диаметр резьбы 55 мм)
- Проводного пульта дистанционного спуска затвора DMW-RSL1

Аккумуляторная батарея, используемая в данном фотоаппарате имеет артикул CGR-S006E.
Дополнительная крышка объектива имеет артикул VYK1P30.